# أنطونيو فيليبيني
أنطونيو فيليبيني (بالإيطالية: Antonio Filippini)‏ (مواليد 3 يوليو 1973 في بريشا - إيطاليا) لاعب كرة قدم إيطالي يلعب حاليا لصالح نادي الدرجة الأولى ليفورنو الإيطالي منذ 2006 في مركز الوسط المدافع كما يجيد اللعب في مركز الوسط المحوري والأيمن .

## روابط خارجية
- أنطونيو فيليبيني على موقع قاعدة بيانات كرة القدم.إي يو (الإنجليزية)
- أنطونيو فيليبيني على موقع Soccerway.com (الإنجليزية)
- أنطونيو فيليبيني على موقع عالم كرة القدم.نت (الإنجليزية)
- أنطونيو فيليبيني على موقع كووورة